# 阿努阿尔别克·阿利姆扎诺夫
阿努阿尔别克·图尔雷别科维奇·阿利姆扎诺夫（1930年5月2日—1993年11月9日），哈萨克族，苏联作家、党和国家领导人。曾担任哈萨克苏维埃社会主义共和国作家协会第一书记，苏联作家联盟理事，苏联最高苏维埃共和国院主席等职。1991年12月26日，他宣布通过《第142-N号宣言》，宣布苏联解体以及独联体的成立。

## 生平
- 1930年5月2日生于苏联俄罗斯苏维埃联邦社会主义共和国哈萨克苏维埃社会主义自治共和国塔尔迪库尔干州Karlygash村。10岁时母亲去世，在孤儿院被抚养长大。15岁起在集体农庄做运输车和拖拉机司机。
- 1949年-1954年，哈萨克国立大学（现法拉比哈萨克斯坦国立大学）新闻学院学习。1952年开始文学创作。1953年加入苏联共产党。
- 1954年-1963年，莫斯科《文学报》哈萨克、中亚地区记者。1959年起担任苏联亚非作家交流协会副主席，亚非作家协会、欧洲文化协会会员。期间发表多部歌颂苏联社会主义建设，民族团结以及声援亚非民族解放运动的作品。
- 1963年-1967年，哈萨克苏维埃社会主义共和国电影制片厂总编辑。
- 1968年-1969年，《真理报》哈萨克分社记者。
- 1969年-1970年，《哈萨克文学周刊》主编。
- 1970年-1986年，苏联作家联盟理事。期间，1970年-1979年，哈萨克苏维埃社会主义共和国作家联盟第一书记。
- 1981年-1991年3月，哈萨克苏维埃社会主义共和国版权保护局局长。1986年起，哈萨克苏维埃社会主义共和国文化基金会主席，哈萨克苏维埃社会主义共和国和平与和解委员会主席。
- 1991年3月-10月，哈萨克苏维埃社会主义共和国广播电视协会主席。
- 1991年10月-12月，苏联最高苏维埃共和国院主席。1991年12月26日，在他的主持下，共和国院违反了1991年苏联公投的结果，通过了《第142-N号宣言》，宣布苏联解体以及独联体的成立。
- 1991年-1993年，哈萨克斯坦社会党主席。
- 1993年11月9日于阿拉木图逝世，享年63岁。

阿利姆扎诺夫是苏共24-25大代表，第8-10,12届哈萨克苏维埃社会主义共和国最高苏维埃代表。

## 作品
- 《白朋友、黄朋友、黑朋友》（1958）
- 《当朋友见面》（1959）
- 《永恒之根》（1960）
- 《水陆五万里》（1962）
- 《太阳大篷车》（1963）
- 《蓝山》（1964）
- 《燃烧的长矛》（1965）
- 《奥特拉尔纪念碑》（1966）
- 《马哈姆贝特之箭》（1969）

## 荣誉
- 各民族人民友谊勋章
- 荣誉勋章
- 劳动英勇奖章
- 纪念列宁诞辰一百周年奖章
- 苏联莲花国际奖（1974）
- 哈萨克苏维埃社会主义共和国共青团奖
- 哈萨克斯坦阿拜国家奖
- 印度尼赫鲁国际奖（1969）
- 安哥拉内图国际奖（1985）